# وزارة الشؤون السياسية والبرلمانية (الأردن)
وزارة الشؤون السياسية والبرلمانية هي الجهة المعنية برسم السياسات التي تساهم بتوسيع مشاركة المواطنين في العمل السياسي وترسيخ قيم الديمقراطية في الأردن، ومتابعة مستوى المشاركة السياسية للمواطنين، وهي الجهة المسؤولة كذلك عن ترخيص الاحزاب السياسية وتطوير قنوات الأتصال معها ومع مؤسسات المجتمع المدني، بالإضافة إلى متابعة جلسات مجلسي النواب والأعيان ونتائج أعمالهما والتقارير والتوصيات من كلا المجلسين، إضافة إلى توسيع المشاركة السياسية في صنع القرار وتنمية الحياة الحزبية وتحسين البنية التحتية إدارياً وإلكترونياً وتشريعياً. سنة 2013 تم دمج وزارة الشؤون البرلمانية مع وزارة التنمية السياسية بوزارة واحدة بأسم وزارة الشؤون السياسية والبرلمانية.

## مهام الوزارة
- رسم السياسات والاستراتيجيات الكفيلة بتوسيع قاعدة المشاركة السياسية للمواطنين، وترسيخ قيم الديمقراطية ووضع الخطط والبرامج اللازمة لتنفيذها.[4]
- متابعة مستوى المشاركة السياسية للمواطنين.
- تطوير قنوات الاتصال بين الوزارة والاحزاب السياسية ومؤسسات وهيئات وقطاعات المجتمع المختلفة.
- متابعة مشروعات القوانين المحالة إلى مجلس الامة والمناقشات التي تدور حولها.
- متابعة جلسات مجلسي النواب والأعيان ونتائج أعمالها.
- متابعة أعمال لجان مجلسي الاعيان والنواب والتقارير والتوصيات الصادرة عنها.
- التنسيق مع الوزارات والمؤسسات والدوائر الحكومية لمتابعة اجابات الحكومة عن الاسئلة والاستجوابات والمذكرات التي يوجهها أعضاء مجلسي الاعيان والنواب.
- ابلاغ أعضاء مجلسي الاعيان والنواب عن زيارات الوزراء لمناطقهم.

## الوزراء
- موسى المعايطة [5]

- يوسف عبد الله القبلان الشواربة
- خالد فرحان الكلالدة
- محمد حسين المومني
- بسام الحدادين
- شراري كساب عبد العزيز الشخانبة
- نوفان منصور عقيل العقيل
- حيا اسليم سلمان القراله
- مازن الساكت
- رياض جميل مشحن أبو كركي
- أحمد فلاح باير طبيشات
- غالب سلامة صالح الزعبي
- عبد الرحيم العكور
- كمال ناصر برهم
- محمد محمود الذنيبات
- محمد صالح العوران
- صبري عبد اللطيف اربيحات
- عبد الكريم عبد الرحمن الملاحمة
- هشام فالح احمد التل
- نايف شاهر صايل الحديد
- منذر احمد جادالله الشرع
- محمد حسن سليمان الداودية
- محمد عفاش سلطان العدوان
- يوسف محمد سكران الدلابيح
- توفيق محمود حسين كريشان
- بسام علي سلامه العموش
- خالد علي عبد العزيز سمارة الزعبي
- محمد احمد سالم الذويب
- عبد المجيد علي المحمد العزام
- عاطف محمد خليل البطوش
- عبد السلام فريحات
- عبد الباقي جمو جاني الشيشاني
- سامي حسن عبد جوده

| الصورة                                                        | الاسم (مواليد–وفاة)                                           | فترة شغل المنصب                                               | فترة شغل المنصب                                               | فترة شغل المنصب                                               | الحكومة                                                                                | ملاحظات                     |
| الصورة                                                        | الاسم (مواليد–وفاة)                                           | تولى المنصب                                                   | غادر المنصب                                                   | المدة                                                         | الحكومة                                                                                | ملاحظات                     |
| وزير دولة للشؤون البرلمانية                                   | وزير دولة للشؤون البرلمانية                                   | وزير دولة للشؤون البرلمانية                                   | وزير دولة للشؤون البرلمانية                                   | وزير دولة للشؤون البرلمانية                                   | وزير دولة للشؤون البرلمانية                                                            | وزير دولة للشؤون البرلمانية |
| ------------------------------------------------------------- | ------------------------------------------------------------- | ------------------------------------------------------------- | ------------------------------------------------------------- | ------------------------------------------------------------- | -------------------------------------------------------------------------------------- | --------------------------- |
|                                                               | سامي حسن عبد جودة (0000–0000)                                 | 4 نيسان 1985                                                  | 19 كانون الأول 1988                                           | 3 سنوات و259 أيام                                             | حكومة زيد الرفاعي الرابعة                                                              |                             |
|                                                               | عبد الباقي جمو (1922–2016)                                    | 07 كانون الأول 1989                                           | 19 حزيران 1991                                                | 1 سنة و194 أيام                                               | حكومة مضر بدران الرابعة                                                                |                             |
|                                                               | عبد السلام فريحات (1934–)                                     | 20 حزيران 1991                                                | 20 تشرين الثاني 1991                                          | 153 أيام                                                      | حكومة طاهر المصري                                                                      |                             |
|                                                               | عاطف محمد خليل البطوش (1953–)                                 | 21 تشرين الثاني 1991                                          | 29 أيار 1993                                                  | 1 سنة و189 أيام                                               | حكومة زيد بن شاكر الثانية                                                              |                             |
| وزير دولة للشؤون القانونية والبرلمانية                        |                                                               |                                                               |                                                               |                                                               |                                                                                        |                             |
|                                                               | عبد الباقي جمو (1922–2016)                                    | 08 حزيران 1994                                                | 07 كانون الثاني 1995                                          | 213 أيام                                                      | حكومة عبد السلام المجالي الأولى                                                        |                             |
| وزير دولة للشؤون البرلمانية                                   |                                                               |                                                               |                                                               |                                                               |                                                                                        |                             |
|                                                               | عبد المجيد علي المحمد العزام (0000–0000)                      | 08 كانون الثاني 1995                                          | 4 شباط 1996                                                   | 1 سنة و27 أيام                                                | حكومة زيد بن شاكر الثالثة                                                              |                             |
|                                                               | محمد أحمد سالم الذويب (1941–)                                 | 4 شباط 1996                                                   | 19 آذار 1997                                                  | 1 سنة و43 أيام                                                | حكومة عبد الكريم الكباريتي                                                             |                             |
| وزير دولة للشؤون البرلمانية والقانونية                        |                                                               |                                                               |                                                               |                                                               |                                                                                        |                             |
|                                                               | خالد سمارة الزعبي (1944–)                                     | 17 شباط 1998                                                  | 20 آب 1998                                                    | 184 أيام                                                      | حكومة عبد السلام المجالي الثانية                                                       |                             |
| وزير دولة للشؤون البرلمانية                                   |                                                               |                                                               |                                                               |                                                               |                                                                                        |                             |
|                                                               | بسام العموش (1954–)                                           | 21 آب 1998                                                    | 4 آذار 1999                                                   | 195 أيام                                                      | حكومة فايز الطراونة الأولى                                                             |                             |
|                                                               | توفيق كريشان (1947–)                                          | 4 آذار 1999                                                   | 18 حزيران 2000                                                | 1 سنة و106 أيام                                               | حكومة عبد الرؤوف الروابدة                                                              |                             |
|                                                               | يوسف محمد سكران الدلابيح (1943–)                              | 19 حزيران 2000                                                | 16 حزيران 2001                                                | 362 أيام                                                      | حكومة علي أبو الراغب الأولى                                                            |                             |
| وزير دولة للشؤون السياسية                                     |                                                               |                                                               |                                                               |                                                               |                                                                                        |                             |
|                                                               | محمد عفاش سلطان العدوان (1944–)                               | 14 كانون الثاني 2002                                          | 22 تشرين الأول 2003                                           | 1 سنة و281 أيام                                               | حكومة علي أبو الراغب الثانية حكومة علي أبو الراغب الثالثة                              |                             |
| وزير الشؤون البرلمانية                                        |                                                               |                                                               |                                                               |                                                               |                                                                                        |                             |
|                                                               | توفيق كريشان (1947–)                                          | 21 تموز 2003                                                  | 22 تشرين الأول 2003                                           | 93 أيام                                                       | حكومة علي أبو الراغب الثالثة                                                           |                             |
| وزير التنمية السياسية والشؤون البرلمانية                      | وزير التنمية السياسية والشؤون البرلمانية                      | وزير التنمية السياسية والشؤون البرلمانية                      | وزير التنمية السياسية والشؤون البرلمانية                      | وزير التنمية السياسية والشؤون البرلمانية                      | حكومة فيصل الفايز                                                                      |                             |
|                                                               | محمد الداودية (1947–)                                         | 25 تشرين الأول 2003                                           | 25 تشرين الأول 2004                                           | 1 سنة و0 أيام                                                 | حكومة فيصل الفايز                                                                      |                             |
| وزير التنمية السياسية                                         | وزير التنمية السياسية                                         | 25 تشرين الأول 2004                                           | 5 نيسان 2005                                                  | 162 أيام                                                      | حكومة فيصل الفايز                                                                      |                             |
|                                                               | منذر أحمد جاد الله الشرع (1950–)                              | 25 تشرين الأول 2004                                           | 5 نيسان 2005                                                  | 162 أيام                                                      | حكومة فيصل الفايز                                                                      |                             |
| وزير دولة للشؤون البرلمانية                                   |                                                               | 25 تشرين الأول 2004                                           | 5 نيسان 2005                                                  | 162 أيام                                                      | حكومة فيصل الفايز                                                                      |                             |
|                                                               | نايف شاهر صايل الحديد (1939–)                                 | 25 تشرين الأول 2004                                           | 5 نيسان 2005                                                  | 162 أيام                                                      | حكومة فيصل الفايز                                                                      |                             |
| نائبا لرئيس الوزراء للشؤون البرلمانية ووزيرا للتنمية السياسية | نائبا لرئيس الوزراء للشؤون البرلمانية ووزيرا للتنمية السياسية | نائبا لرئيس الوزراء للشؤون البرلمانية ووزيرا للتنمية السياسية | نائبا لرئيس الوزراء للشؤون البرلمانية ووزيرا للتنمية السياسية | نائبا لرئيس الوزراء للشؤون البرلمانية ووزيرا للتنمية السياسية | حكومة عدنان بدران                                                                      |                             |
|                                                               | هشام التل (1942–)                                             | 07 نيسان 2005                                                 | 3 تموز 2005                                                   | 87 أيام                                                       | حكومة عدنان بدران                                                                      |                             |
| نائبا لرئيس الوزراء للتنمية السياسية                          | نائبا لرئيس الوزراء للتنمية السياسية                          | 3 تموز 2005                                                   | 24 تشرين الثاني 2005                                          | 144 أيام                                                      | حكومة عدنان بدران                                                                      |                             |
|                                                               | هشام التل (1942–)                                             | 3 تموز 2005                                                   | 24 تشرين الثاني 2005                                          | 144 أيام                                                      | حكومة عدنان بدران                                                                      |                             |
| وزير دولة للشؤون البرلمانية                                   |                                                               | 3 تموز 2005                                                   | 24 تشرين الثاني 2005                                          | 144 أيام                                                      | حكومة عدنان بدران                                                                      |                             |
|                                                               | عبد الكريم عبد الرحمن سلامة الملاحمة (1952–)                  | 3 تموز 2005                                                   | 24 تشرين الثاني 2005                                          | 144 أيام                                                      | حكومة عدنان بدران                                                                      |                             |
| وزير التنمية السياسية ووزير الشؤون البرلمانية                 | وزير التنمية السياسية ووزير الشؤون البرلمانية                 | وزير التنمية السياسية ووزير الشؤون البرلمانية                 | وزير التنمية السياسية ووزير الشؤون البرلمانية                 | وزير التنمية السياسية ووزير الشؤون البرلمانية                 | حكومة معروف البخيت الأولى                                                              |                             |
|                                                               | صبري الربيحات (1955–)                                         | 27 تشرين الثاني 2005                                          | 22 تشرين الثاني 2006                                          | 360 أيام                                                      | حكومة معروف البخيت الأولى                                                              |                             |
| وزير التنمية السياسية                                         | وزير التنمية السياسية                                         | 22 تشرين الثاني 2006                                          | 22 تشرين الثاني 2007                                          | 1 سنة و0 أيام                                                 | حكومة معروف البخيت الأولى                                                              |                             |
|                                                               | محمد صالح ذياب العوران (1945–)                                | 22 تشرين الثاني 2006                                          | 22 تشرين الثاني 2007                                          | 1 سنة و0 أيام                                                 | حكومة معروف البخيت الأولى                                                              |                             |
| وزير دولة للشؤون البرلمانية                                   |                                                               | 22 تشرين الثاني 2006                                          | 22 تشرين الثاني 2007                                          | 1 سنة و0 أيام                                                 | حكومة معروف البخيت الأولى                                                              |                             |
|                                                               | محمد الذنيبات (1950–)                                         | 22 تشرين الثاني 2006                                          | 22 تشرين الثاني 2007                                          | 1 سنة و0 أيام                                                 | حكومة معروف البخيت الأولى                                                              |                             |
| وزير التنمية السياسية                                         | وزير التنمية السياسية                                         | وزير التنمية السياسية                                         | وزير التنمية السياسية                                         | وزير التنمية السياسية                                         | حكومة نادر الذهبي                                                                      |                             |
|                                                               | كمال ناصر برهم (1944–)                                        | 25 تشرين الثاني 2007                                          | 23 شباط 2009                                                  | 1 سنة و90 أيام                                                | حكومة نادر الذهبي                                                                      |                             |
|                                                               | موسى المعايطة (1954–)                                         | 23 شباط 2009                                                  | 09 كانون الأول 2009                                           | 289 أيام                                                      | حكومة نادر الذهبي                                                                      |                             |
| وزير دولة للشؤون البرلمانية                                   |                                                               |                                                               |                                                               |                                                               | حكومة نادر الذهبي                                                                      |                             |
|                                                               | عبد الرحيم العكور (1939–)                                     | 25 تشرين الثاني 2007                                          | 23 شباط 2009                                                  | 1 سنة و90 أيام                                                | حكومة نادر الذهبي                                                                      |                             |
|                                                               | غالب الزعبي (1943–)                                           | 23 شباط 2009                                                  | 09 كانون الأول 2009                                           | 289 أيام                                                      | حكومة نادر الذهبي                                                                      |                             |
| وزير التنمية السياسية                                         | وزير التنمية السياسية                                         | وزير التنمية السياسية                                         | وزير التنمية السياسية                                         | وزير التنمية السياسية                                         | حكومة سمير زيد الرفاعي الأولى                                                          |                             |
|                                                               | موسى المعايطة (1954–)                                         | 14 كانون الأول 2009                                           | 22 تشرين الثاني 2010                                          | 343 أيام                                                      | حكومة سمير زيد الرفاعي الأولى                                                          |                             |
| وزير دولة للشؤون البرلمانية                                   | وزير دولة للشؤون البرلمانية                                   | 14 كانون الأول 2009                                           | 28 تموز 2010                                                  | 226 أيام                                                      | حكومة سمير زيد الرفاعي الأولى                                                          |                             |
|                                                               | توفيق كريشان (1947–)                                          | 14 كانون الأول 2009                                           | 28 تموز 2010                                                  | 226 أيام                                                      | حكومة سمير زيد الرفاعي الأولى                                                          |                             |
| وزير الشؤون البرلمانية                                        | وزير الشؤون البرلمانية                                        | 28 تموز 2010                                                  | 22 تشرين الثاني 2010                                          | 117 أيام                                                      | حكومة سمير زيد الرفاعي الأولى                                                          |                             |
|                                                               | توفيق كريشان (1947–)                                          | 28 تموز 2010                                                  | 22 تشرين الثاني 2010                                          | 117 أيام                                                      | حكومة سمير زيد الرفاعي الأولى                                                          |                             |
| وزير التنمية السياسية                                         | وزير التنمية السياسية                                         | 24 تشرين الثاني 2010                                          | 1 شباط 2011                                                   | 69 أيام                                                       | حكومة سمير زيد الرفاعي الثانية                                                         |                             |
|                                                               | موسى المعايطة (1954–)                                         | 24 تشرين الثاني 2010                                          | 1 شباط 2011                                                   | 69 أيام                                                       | حكومة سمير زيد الرفاعي الثانية                                                         |                             |
| وزير الشؤون البرلمانية                                        |                                                               | 24 تشرين الثاني 2010                                          | 1 شباط 2011                                                   | 69 أيام                                                       | حكومة سمير زيد الرفاعي الثانية                                                         |                             |
|                                                               | أحمد فلاح باير طبيشات (1947–)                                 | 24 تشرين الثاني 2010                                          | 1 شباط 2011                                                   | 69 أيام                                                       | حكومة سمير زيد الرفاعي الثانية                                                         |                             |
| وزير التنمية السياسية                                         | وزير التنمية السياسية                                         | وزير التنمية السياسية                                         | وزير التنمية السياسية                                         | وزير التنمية السياسية                                         | حكومة معروف البخيت الثانية                                                             |                             |
|                                                               | مازن الساكت (1948–)                                           | 9 شباط 2011                                                   | 2 تموز 2011                                                   | 143 أيام                                                      | حكومة معروف البخيت الثانية                                                             |                             |
|                                                               | موسى المعايطة (1954–)                                         | 2 تموز 2011                                                   | 17 تشرين الأول 2011                                           | 107 أيام                                                      | حكومة معروف البخيت الثانية                                                             |                             |
| وزير الشؤون البرلمانية                                        |                                                               |                                                               |                                                               |                                                               | حكومة معروف البخيت الثانية                                                             |                             |
|                                                               | رياض أبو كركي (1945–)                                         | 9 شباط 2011                                                   | 2 تموز 2011                                                   | 143 أيام                                                      | حكومة معروف البخيت الثانية                                                             |                             |
|                                                               | توفيق كريشان (1947–)                                          | 2 تموز 2011                                                   | 17 تشرين الأول 2011                                           | 107 أيام                                                      | حكومة معروف البخيت الثانية                                                             |                             |
| وزير التنمية السياسية، وزير الشؤون البرلمانية                 |                                                               |                                                               |                                                               |                                                               |                                                                                        |                             |
|                                                               | حيا القرالة (1966–)                                           | 24 تشرين الأول 2011                                           | 26 نيسان 2012                                                 | 185 أيام                                                      | حكومة عون الخصاونة                                                                     |                             |
| وزير الشؤون البرلمانية                                        | وزير الشؤون البرلمانية                                        | 2أيار 2012                                                    | 10 تشرين الأول 2012                                           | 161 أيام                                                      | حكومة فايز الطراونة الثانية                                                            |                             |
|                                                               | شراري الشخانبة (1942–)                                        | 2أيار 2012                                                    | 10 تشرين الأول 2012                                           | 161 أيام                                                      | حكومة فايز الطراونة الثانية                                                            |                             |
| وزير التنمية السياسية                                         |                                                               | 2أيار 2012                                                    | 10 تشرين الأول 2012                                           | 161 أيام                                                      | حكومة فايز الطراونة الثانية                                                            |                             |
|                                                               | نوفان العقيل (1977–)                                          | 2أيار 2012                                                    | 10 تشرين الأول 2012                                           | 161 أيام                                                      | حكومة فايز الطراونة الثانية                                                            |                             |
| وزير التنمية السياسية، وزير الشؤون البرلمانية                 |                                                               |                                                               |                                                               |                                                               |                                                                                        |                             |
|                                                               | بسام حدادين (1949–)                                           | 11 تشرين الأول 2012                                           | 30 آذار 2013                                                  | 170 أيام                                                      | حكومة عبد الله النسور الأولى                                                           |                             |
| وزير الشؤون السياسية والبرلمانية                              |                                                               |                                                               |                                                               |                                                               |                                                                                        |                             |
|                                                               | محمد المومني (1973–)                                          | 30 آذار 2013                                                  | 21 آب 2013                                                    | 144 أيام                                                      | حكومة عبد الله النسور الثانية                                                          |                             |
|                                                               | خالد فرحان خليل الكلالدة (1955–)                              | 21 آب 2013                                                    | 6 نيسان 2016                                                  | 2 سنوات و229 أيام                                             | حكومة عبد الله النسور الثانية                                                          |                             |
|                                                               | يوسف الشواربة (1968–)                                         | 19 نيسان 2016                                                 | 1 حزيران 2016                                                 | 43 أيام                                                       | حكومة عبد الله النسور الثانية                                                          |                             |
|                                                               | موسى المعايطة (1954–)                                         | 1 حزيران 2016                                                 | 5 نيسان 2022                                                  | 5 سنوات و308 أيام                                             | حكومة هاني الملقي الأولى حكومة هاني الملقي الثانية حكومة عمر الرزاز حكومة بشر الخصاونة |                             |
|                                                               | توفيق كريشان (1947–) (بالوكالة)                               | 5 نيسان 2022                                                  | 27 تشرين الأول 2022                                           | 205 أيام                                                      | حكومة بشر الخصاونة                                                                     |                             |
|                                                               | وجيه عزايزة (1955–)                                           | 27 تشرين الأول 2022                                           | في المنصب                                                     | 2 سنوات و250 أيام                                             | حكومة بشر الخصاونة                                                                     |                             |

## مواضيع ذات صلة
- ديمقراطية في الأردن